# Jeanine Beaubien
Pour les articles homonymes, voir Beaubien.
Jeanine C. Beaubien, née Jeanine Charbonneau le 5 juillet 1919 à Montréal et morte le 3 mars 2016  à Montréal, est une femme de théâtre québécoise.

## Biographie
Née à Montréal le 5 juillet 1919,, Jeanine Charbonneau gradue en 1937, l'année de ses 18 ans, à la Villa Maria, dans le quartier Notre-Dame-de-Grâce, l'un des collèges privés catholiques bilingues fort réputés, alors réservé aux jeunes filles. Elle s'intéresse de près à l'aventure de la troupe théâtrale Les Compagnons de Saint-Laurent, fondée cette année-là.
Elle épouse Claude-Panet Beaubien (1908-1986), dont elle aura eu 3 fils et une fille, et connu 8 petits-enfants et 7 arrière-petits-enfants. Son mari devient vice-président aux Relations publiques et aux Communications chez Alcan — c'est à lui que l'on doit les soirées du Théâtre Alcan à la télévision de Radio-Canada. Elle est cofondatrice de la Société d’art dramatique d’Arvida, au Saguenay–Lac-Saint-Jean, où se trouve alors le siège social de l'Alcan. En quittant Arvida, la famille habite la ville de Québec, puis revient à Montréal.
Elle avoue nourrir un intérêt pour le théâtre depuis l'âge de quatre ans et joue épisodiquement (notamment sous la direction du père Émile Legault) et fait partie du comité exécutif du Festival d'art dramatique du Canada. En 1957, sur l'Île Sainte-Hélène, elle fonde le Théâtre International « La Poudrière » (180 places), à Montréal. Elle le dirige jusqu'à sa fermeture en 1982, publiant alors un ouvrage sur les 25 ans de cette institution multiculturelle.
Elle est ensuite cofondatrice et membre active de la Société Alzheimer de Montréal, puis juge à la Cour de citoyenneté (1997-2002), après avoir œuvré pour l'Office national du film et pour la Twentieth Century Fox, et fait partie du Conseil d'administration de Téléfilm Canada (1996-2003),.

## Distinctions
- 1960 : Membre de la Royal Society of Arts de Londres[10]
- 1974 :  Membre de l'Ordre du Canada Membre de l'Ordre du Canada[11]
- 1975 : Doctorat Honoris Causa de l'Université Bishop's[1]
- 2004 :  Officier de l'Ordre national du Québec Officière de l'Ordre national du Québec[7]